# ジョン・ブラウン (初代アルタモント伯爵)

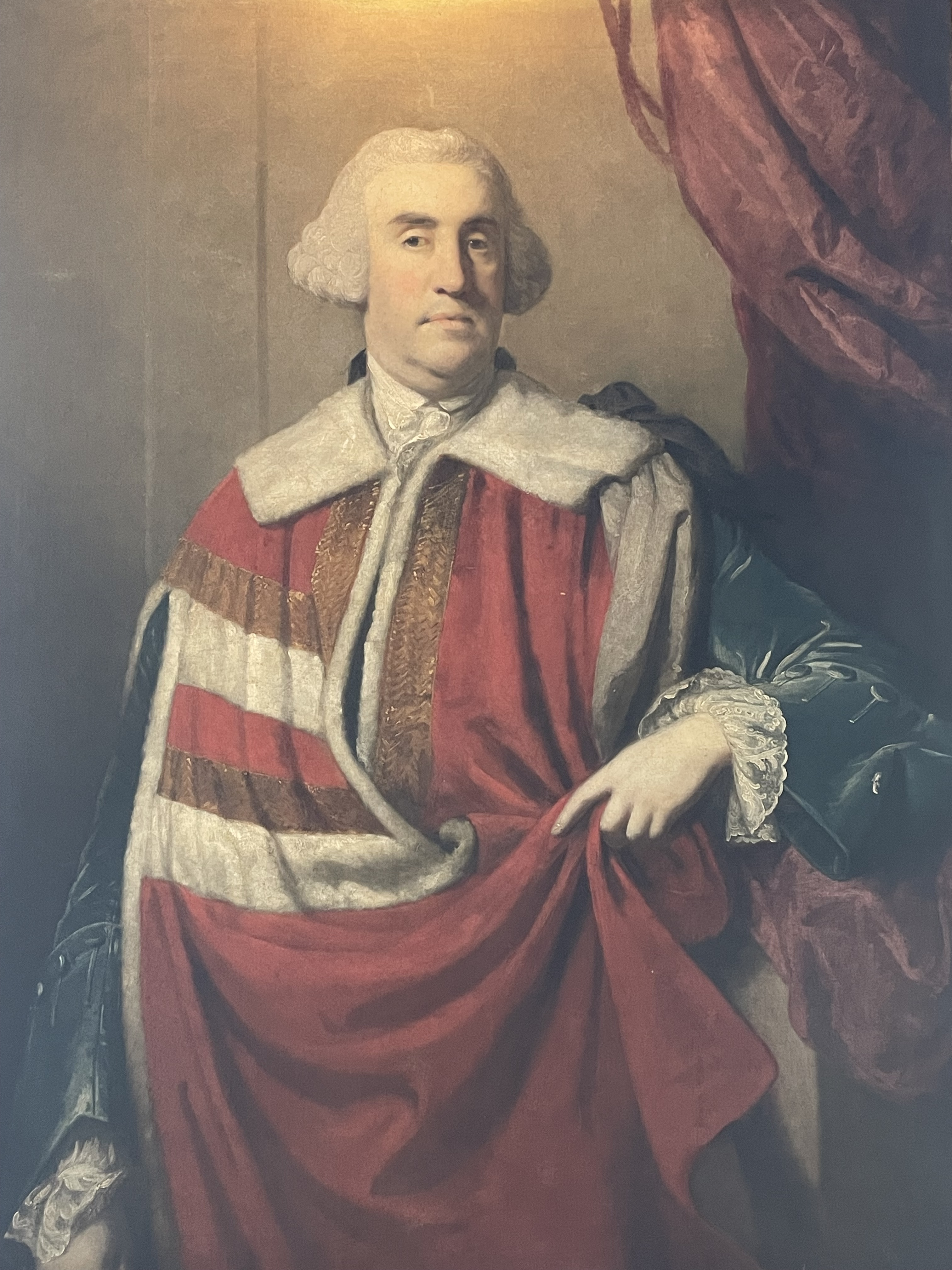
初代アルタモント伯爵、ジョシュア・レノルズ画。

初代アルタモント伯爵ジョン・ブラウン（英語: John Browne, 1st Earl of Altamont、1709年 – 1776年7月4日）は、アイルランド王国の政治家、貴族。アイルランド庶民院議員（在任：1744年 – 1760年）を務めた。

## 生涯
ピーター・ブラウン（Peter Browne、1722年没）とメアリー・デイリー（Mary Daly、デニス・デイリーの娘）の息子として生まれた。父はカトリックの地主であり、ジョン・ブラウンの姉妹はカトリックとして育てられたが、ジョン自身はプロテスタントとして育てられた。1725年7月17日、オックスフォード大学クライスト・チャーチに入学した。
1731年にメイヨー県長官を務めた後、1744年から1760年までキャッスルバー選挙区の代表としてアイルランド庶民院議員を務めた。1760年9月10日にアイルランド貴族であるメイヨー県におけるウェストポートのモントイーグル男爵に叙され、1761年10月23日にモントイーグル男爵としてアイルランド貴族院議員に就任した。1768年8月24日に同じくアイルランド貴族であるメイヨー県におけるウェストポートのウェストポート子爵に叙され、1769年10月17日にウェストポート子爵としてアイルランド貴族院議員に就任した。1771年12月4日に同じくアイルランド貴族であるメイヨー県におけるアルタモント伯爵に叙され、翌日にアルタモント伯爵としてアイルランド貴族院議員に就任した。このほか、1752年から1761年までと1765年から1775年までメイヨー県総督（Governor of County Mayo）を務めた。
1776年7月4日にウェストポート・ハウスで死去、7日にウェストポートで埋葬された。息子ピーターが爵位を継承した。

## 家族と私生活
1729年12月、アン・ゴア（Anne Gore、1771年3月7日没、第2代準男爵サー・アーサー・ゴアの娘）と結婚、6男1女をもうけた。
- ピーター（1731年ごろ – 1780年） - 第2代アルタモント伯爵[2]
- アーサー（英語版）（1732年 – 1779年7月21日） - アイルランド庶民院議員
- ジョージ（1735年ごろ – 1782年） - アイルランド庶民院議員[2]。ドーカス・ムーア（Dorcas Moore、ジェームズ・ムーアの娘）と結婚、子供あり
- ジェームズ（英語版）（1736年ごろ – 1790年） - アイルランド庶民院議員[2]
- ヘンリー（1812年3月没） - アンナ・リンチ（Anna Lynch、第5代準男爵サー・ヘンリー・リンチの娘）と結婚
- ジョン - メアリー・コックス（Mary Cocks）と結婚、子供あり。その後、ロザリンダ・ギルカー（Rosalinda Gilker、1812年4月30日没、エニアス・ギルカーの娘）と再婚、子供あり
- アン（1815年2月21日没） - 1762年10月12日、ロス・マオン（Ross Mahon、1788年3月17日没）と結婚、子供あり。息子2人がそれぞれ兄ピーターの娘と結婚した

1731年にリチャード・カッセルスを招聘して邸宅のウェストポート・ハウスを再建した。領地管理ではリネン工業の発展に尽力し、農業においても埋立を行ったり、新しい作物や家畜を導入したりした。また、馬主でもあった。これらの努力は結実し、ブラウン家は1770年代にはリネン業で巨額の利益を出した。1773年より邸宅の改築を実施し、その大きさを倍にしたが、完成は死後の1782年のこととなった。